# Flammpanzer III
Der Flammpanzer III (Sd.Kfz. 141/3) war ein Flammpanzer der deutschen Wehrmacht im Zweiten Weltkrieg.

## Geschichte
Die deutsche Wehrmacht benötigte 1942 ein Fahrzeug, das in der Lage war, effektiv im Häuserkampf und im Gefecht gegen Bunker und befestigte Stellungen einzugreifen. Anstatt einen völlig neuen Panzer zu entwerfen, entschied man sich, das bewährte Chassis des Panzerkampfwagen III zu benutzen.
Die Panzer sollten zwar schon in der Schlacht von Stalingrad eingesetzt werden, wurden aber erst 1943 zur Schlacht um Kursk eingesetzt. Der Flammpanzer III erfüllte allerdings die in ihn gesetzte Erwartung nicht. Die im Herbst 1943 noch existierenden Fahrzeuge wurden vielfach wieder auf die normale 5-cm-Kanone zurückgerüstet.

## Technik
Einhundert Panzerkampfwagen III Ausführung M ohne Hauptbewaffnung wurden Anfang 1943 von MIAG in Braunschweig an die Firma Wegmann in Kassel geliefert zwecks Umrüstung zum Flammpanzer. Statt der 5-cm-Kanone wurde ein Flammrohr mit 14 mm Durchmesser eingesetzt. Zur Tarnung wurde das Flammrohr ummantelt, um so wie eine normale Kampfwagenkanone auszusehen. An der Front wurde die Panzerung verstärkt für zusätzlichen Schutz im Nahkampf. Der Flammenwerfer wurde von zwei Behältern mit insgesamt 1020 Liter Flammöl gespeist und ermöglichte so 70 bis 80 Feuerstöße mit einer Reichweite von etwa 35 m. Der Höhenrichtbereich reichte von −10° bis +20°. Durch eine Pumpe wurde das Flammöl zum Flammrohr gepumpt und durch Hochspannung zur Zündung gebracht. Dieser Vorgang wurde vom Kommandanten per Pedaldruck ausgelöst. Nach  Flammstößen wurde das Finden eines Zieles durch die Rauchentwicklung erschwert.

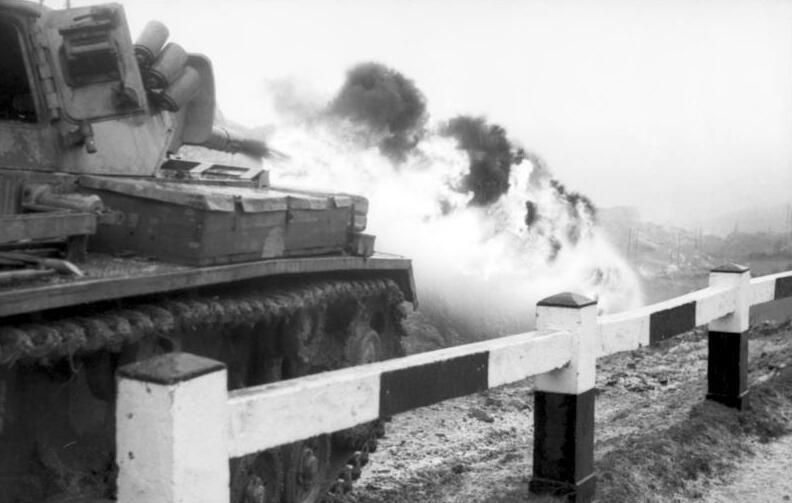
Flammpanzer III 1943 in Italien
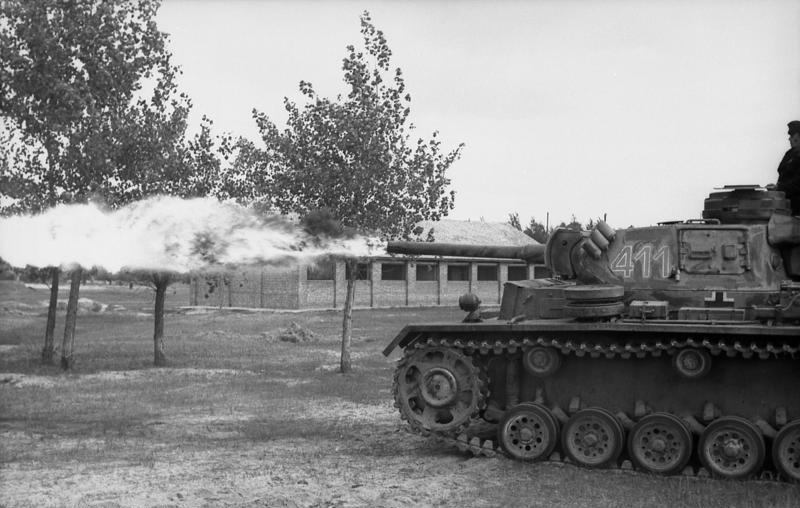
Flammpanzer III, eingesetzt in der Sowjetunion 1943